# Pararge inocellata
Pararge inocellata är en fjärilsart som beskrevs av Barend J. Lempke 1947. Pararge inocellata ingår i släktet Pararge och familjen praktfjärilar. Inga underarter finns listade i Catalogue of Life.